# Slavko Cvetnić
Slavko Cvetnić (Mraclin, 26. ožujka 1929. – Zagreb, 30. siječnja 2016.), hrvatski akademik.

## Životopis
Redoviti je član Hrvatske akademije znanosti i umjetnosti.